# 飯塚信雄
飯塚 信雄（いいづか のぶお、1922年2月1日 - 2004年10月15日）は、日本のドイツ文学者、明治大学名誉教授。

## 略歴
神奈川県横浜市生まれ。上智大学文学部卒業。國學院大學助教授、明治大学教授、1991年定年退任、名誉教授。
はじめドイツ文学を専攻したが、のち西洋生活文化史専攻。服飾史、手工芸史、インテリアデザイン史に造詣が深く、特にロココ文化の研究で名高い。
2004年10月15日、心不全のため死去。

## 著書
- 『西洋服装史入門』理想社、1955
- 『ヨーロッパ教養世界の没落 シュテファン・ツヴァイクの思想と生涯』理想社、1967
- 『ヨーロッパの手芸 その歴史と作品』グラフ社、マイライフ新書 1968
- 『西洋の服飾と手芸の歴史』日本ヴォーグ社、1975
- 『西洋の刺繍 歴史の中にその美をもとめて…』日本ヴォーグ、1976
- 『男の家政学 なぜ<女の家政>になったか』理想社、1977、朝日選書、1986
- 『世界の服飾 デザイン発見の旅』日本ヴォーグ社、1977
- 『秘密とつき合う方法 感覚的人生論』理想社 1979
- 『ポンパドゥール侯爵夫人 ロココの女王』文化出版局、1980
- 『ロココへの道 西洋生活文化史点描』文化出版局、1984
- 『デュバリー伯爵夫人と王妃マリ・アントワネット ロココの落日』文化出版局、1985
- 『ロココの時代 官能の十八世紀』新潮選書、1986
- 『手芸の文化史』文化出版局、1987
- 『バロックの騎士 プリンツ・オイゲンの冒険』平凡社、1989
- 『手芸が語るロココ レースの誕生と栄光』中公新書 1990
- 『ファッション史探険』新潮選書 1991
- 『フリードリヒ大王 啓蒙君主のペンと剣』中公新書 1993
- 『カザノヴァを愛した女たち』新潮選書 1994

## 共編著
- 西洋服装文化史. 第1-2冊 青木英夫共著 松沢書店、1954-1955
- 12課のドイツ文法 初級文法 宍戸孝実共著 朝日出版社、1977.4

## 翻訳
- 転落の貴婦人 J.P.ヤコブセン 山室静共訳. 蒼樹社、1948
- 明日の歴史 シュテファン・ツヴァイク 理想社、1958
- わが師わが友 シュテファン・ツヴァイク 理想社、1958
- 現代ドイツ作家論 わが友詩人たち ヘルマン・ケステン 理想社、1959
- ジョゼフ・フーシェ 吉田正己、小野寺和夫共訳. ツヴァイク全集. 第9 みすず書房、1961. 新版1998
- ヨーロッパ思想の歴史的発展 シュテファン・ツヴァイク 理想社、1967
- カザノヴァ J.R.チャイルズ 理想社、1968. 新版1983
- ロココ 十八世紀のフランス マックス・フォン・ベーン 理想社、1970
- サド侯爵 ヴァルター・レニッヒ 理想社、1972. ロ・ロ・ロ・モノグラフィー叢書
- ドイツ十八世紀の文化と社会 マックス・フォン・ベーン 杉浦忠夫共訳. 三修社、1984.1
- 変身の魅惑 シュテファン・ツヴァイク 朝日新聞社、1986.4
- ビーダーマイヤー時代 ドイツ十九世紀前半の文化と社会 マックス・フォン・ベーン 村山雅人、富田裕共訳. 三修社、1993.9

## 監修
- 図説 服装の歴史 上・下 アドルフ・ローゼンベルク 高橋吉文、土合文夫訳. 国書刊行会、2001.11

## 記念論集
- 飯塚信雄教授古稀記念論集 刊行会, 1991.9

## 参考
- 「カザノヴァを愛した女たち」著者紹介